# Xerocomus rubellus
Xerocomus rubellus je veoma česta jestiva gljiva iz porodice vrganja (lat. Boletaceae). Veoma je česta u listopadnim šumama, kraj hrastova, bukvi ili grabova na kiselom tlu. Plodonisi od početka leta pa do kasno u jesen. 

## Opis plodnog tela
Klobuk ili šešir je brašunaste strukture 3—9 cm u prečniku ružičaste do karmin crvene boje. Spljošten i valovito ububljen, a ponekad i skroz ravan. Kožica je cela, rascupana na manja polja, podseća na tačkice. Pri starosti gubi crvenkastu obojenost i poprinjava beličaste do žućkaste tonove. Cevčice su 6 do 12 mm dugačke, blede đućkaste do sive boje. Pri dodiru poprimaju plavu boju. Kada je primerak star cevčice su maslinastosmeđe boje. Pore su srednje široke, od 7 do 11 mm; spuštaju se niz dršku. Iste boje kao i pore. Na dodir su plave. Drška je valjkasta pri vrhu i bazi se sužava. Visoka je 6—15 cm, a debljine do 1,5 cm. Baza je korenasto ušiljena. Drška je žute boje, ispresecana crvenim tonovima, u donjem delu žuta. Meso je tanko, nežno i mekano. Jarke žute boje. Ukus je kiselkast, a miris oštar.

## Jestivost
Jestiva je vrsta; neohodno je termički obraditi.

## Hemijske reakcije
Sa kalijumom-hidroksidom (KOH) menja boju u bakarnu do riđenaradžastu.

## Mikroskopija
Soire su žućkaste, jajaste do trbušastoeliptične, 9,5—13,5 × 5,25—6,75 µm.

## Slične vrste
Može podsećati na zlataču (lat. Xerocommelus chrysenteron), ali ona nikad nema maslinaste tonove na klobuku. Cevčice se kod ove vrste za razliku od ostalih vrsta iz ovog roda uvek ostaju cele, ne lome se lako. 

## Galerija
-Xerocomus rubellus - klobuk

## Literatura
- Uzelac, Branislav (2009). Gljive Srbije i zapadnog Balkana. Beograd: BGV logic.
- (1997). Atlas gljiva. Zagreb: Prosvjeta.
- Flik, M. (2010). Koja je ovo gljiva? prepoznavanje, sakupljanje, upotreba. Beograd: Marso.

## Spoljašnje veze
- http://www.indexfungorum.org/names/NamesRecord.asp?RecordID=439251
- http://bioras.petnica.rs%5B%5D
- http://www.first-nature.com